# Кольорова пустеля (Аризона)

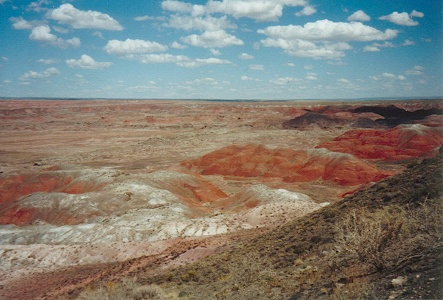
Кольорова пустеля

Кольорова пустеля (англ. Painted Desert) — пустельний регіон на плато Колорадо у північній частині штату Аризона, США.
Займає територію площею 19 425 км². Висота місцевості — від 1370 до 1980 м. Кольорова пустеля безплідна та суха, середньорічна кількість опадів становить 127—229 мм, а температура змінюється від −31 до 41 °C.

## Історія
Назву «Мальована пустеля» дала іспанська експедиція під керівництвом Франсіско Васкеса де Коронадо під час його пошуків Семи міст Кіболи у 1540 році. Він знайшов їх приблизно за 40 миль (60 км) на схід від Національного парку Скам'янілий ліс. З'ясувавши, що міста не зроблені із золота, Коронадо відправив експедицію на пошуки річки Колорадо, щоб отримати припаси. Проїжджаючи через дивовижну країну кольорів, вони назвали цю місцевість El Desierto Pintado («Пофарбована пустеля»).
Більша частина Розмальованої пустелі в межах Національного парку «Скам'янілий ліс» охороняється як Національна зона дикої природи «Скам'янілий ліс», де пересування моторизованим транспортом обмежене. Парк пропонує як легкі, так і більш тривалі походи до кольорових пагорбів. Пофарбована пустеля продовжується на північ до території племені навахо, де пересування по бездоріжжю дозволено лише за дозволом.

## Геологія

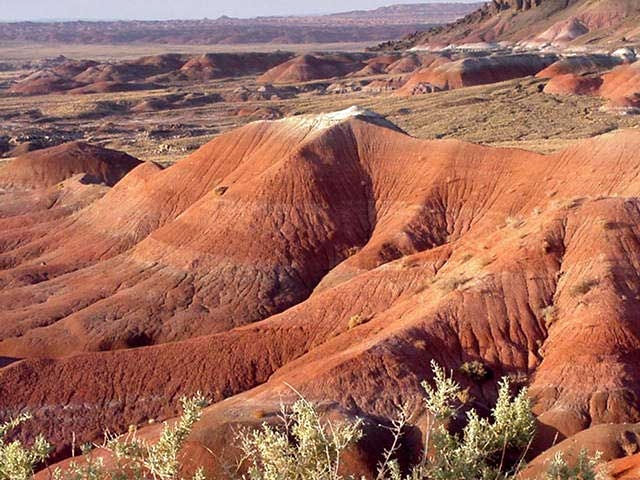
Кольорова пустеля, Аризона

Пустеля складається зі стратифікованих шарів еродованих алевритів, аргилітів та сланців тріасового періоду. Ці сильно гранульовані кам'яні шари містять багато заліза та марганцю, що обумовлює різноманітність кольорів. Тонкі стійкі шари вапняку та вулканічні шапки покривають столоподібні пагорби. Численні шари вулканічного попелу з діоксидом кремнію пояснюють наявність скам'янілих дерев — у південній частині пустелі є скам'янілі рештки тріасового хвойного лісу.

## Галерея

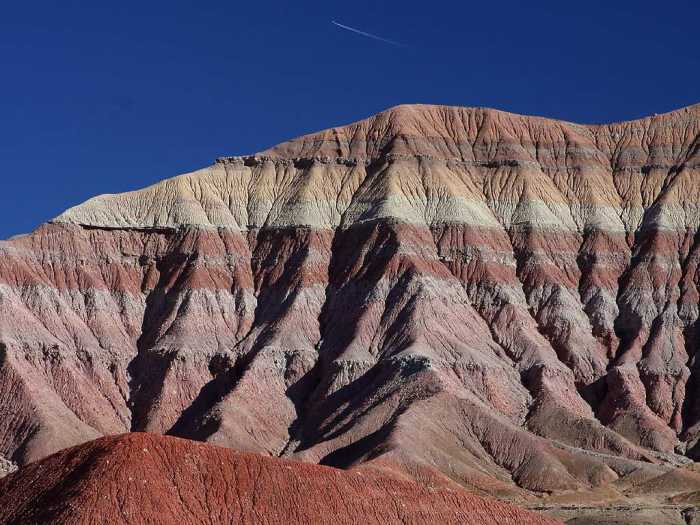
Сірі та червоні поперечні смуги - типова геологічна особливість Кольорової пустелі.
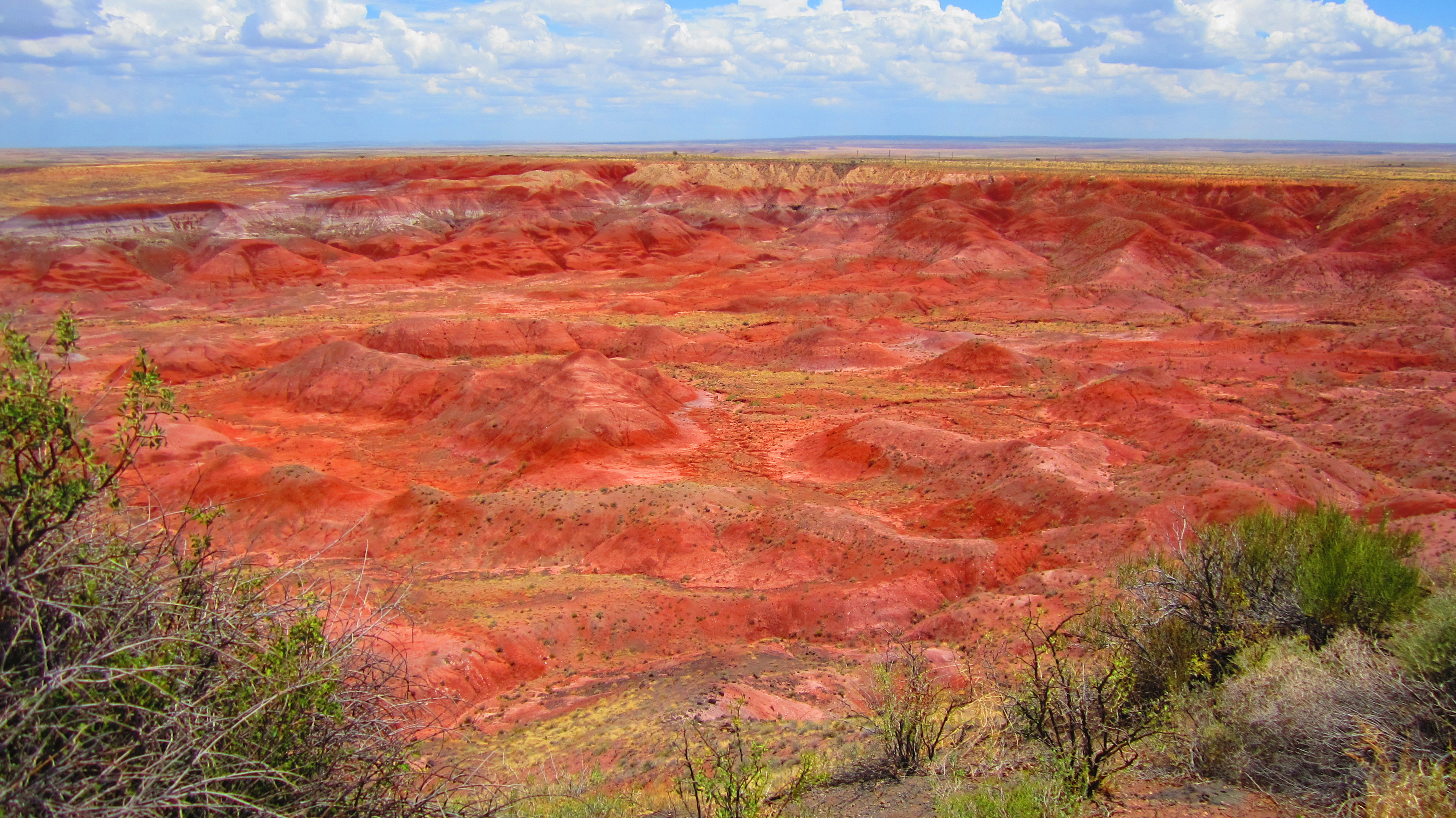
Кольорова пустеля, Національний парк Скам'янілий ліс
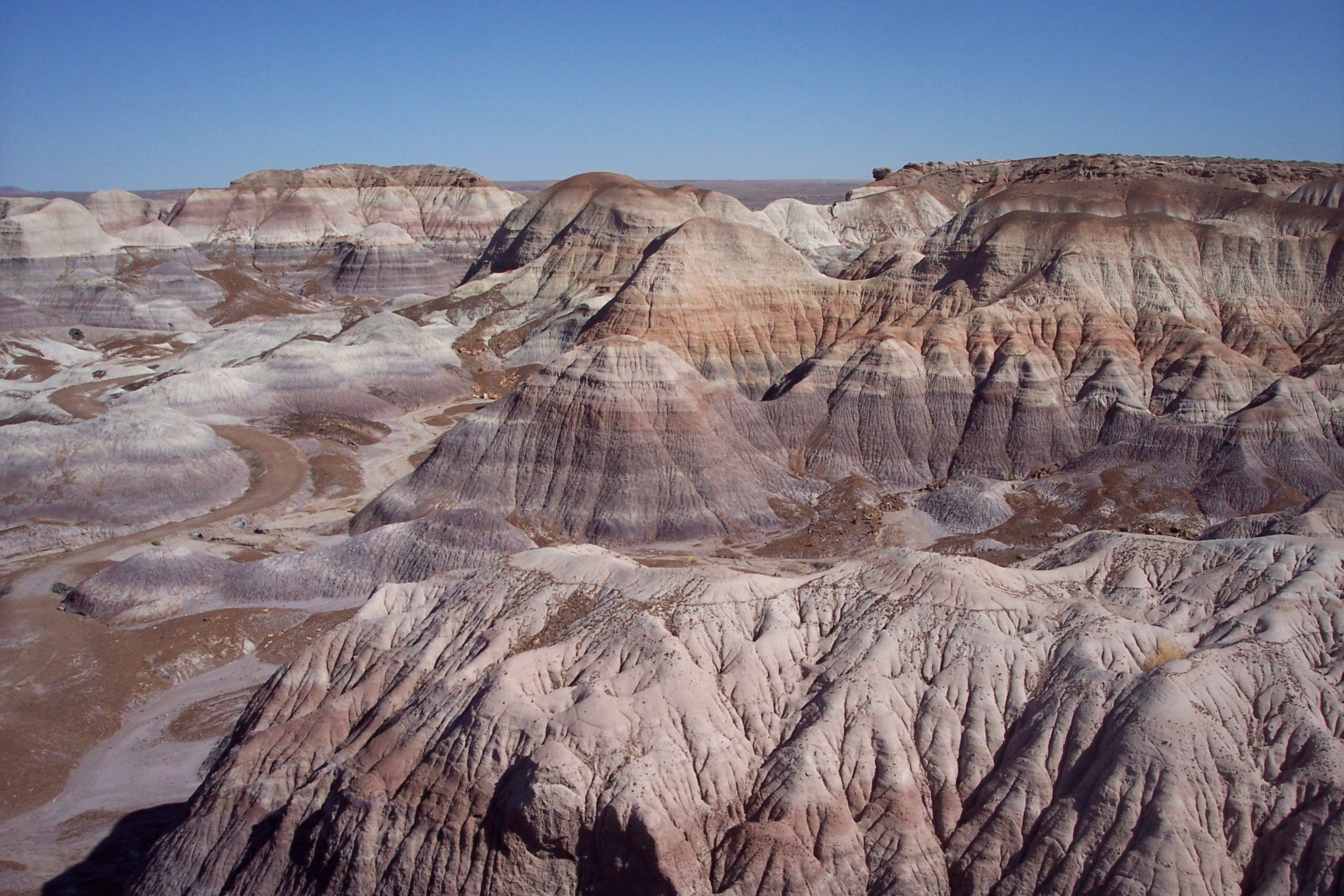
Скам'янілі дерева в кольоровій пустелі, Національний парк Скам'янілий ліс
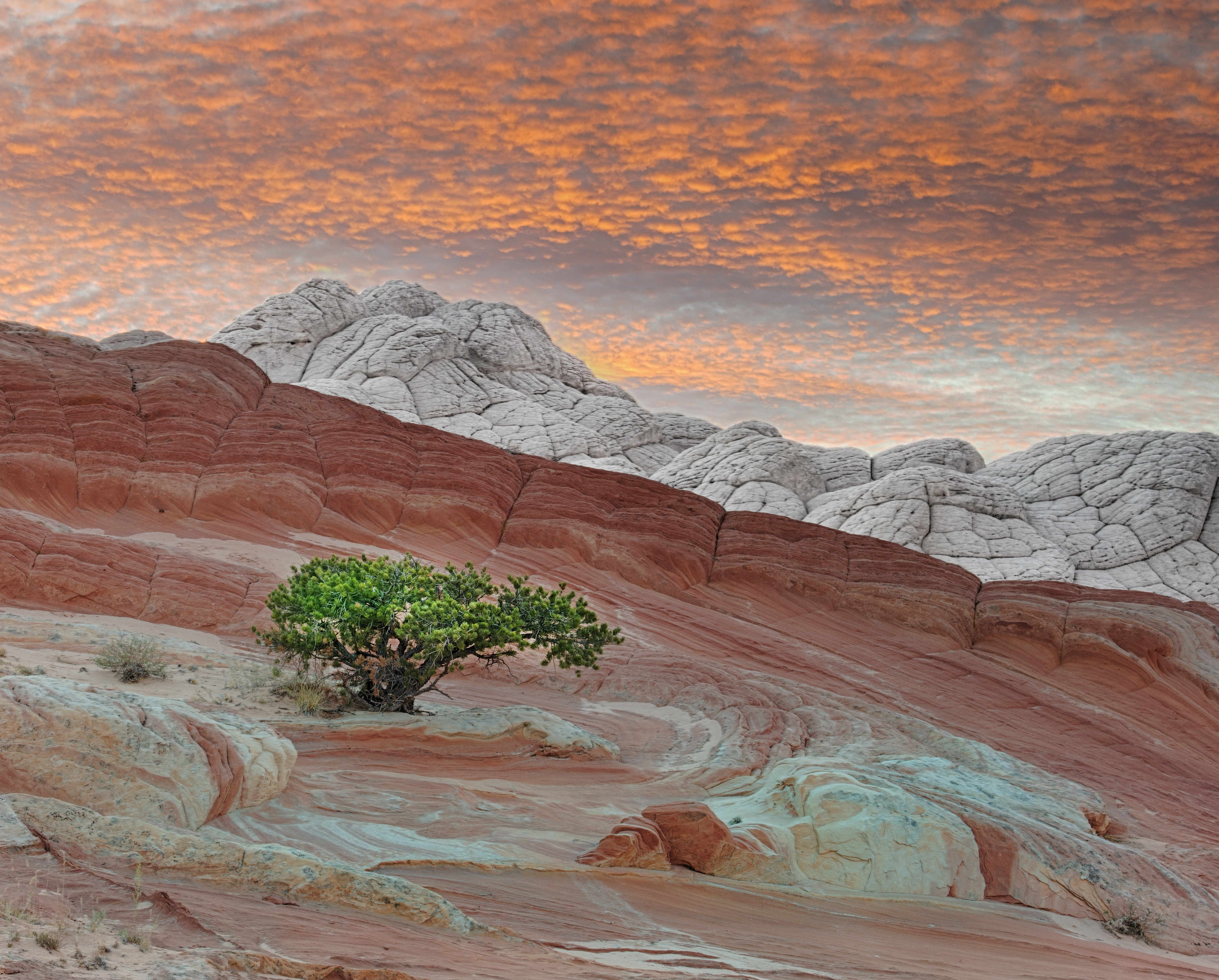
Захід сонця